# Oliver! (film)
Oliver! este un film britanic muzical din 1968 regizat de Carol Reed și produs de John Woolf. Rolurile principale au fost interpretate de actorii Ron Moody, Oliver Reed, Harry Secombe și Shani Wallis. A câștigat Premiul Oscar pentru cel mai bun film. Este bazat pe o piesă de teatru omonimă cu cântece și versuri de Lionel Bart. Filmul și piesa de teatru se bazează pe romanul Oliver Twist de Charles Dickens.

## Distribuție
- Mark Lester - Oliver Twist (cântece dublate de Kathe Green)
- Ron Moody - Fagin
- Shani Wallis - Nancy
- Oliver Reed - Bill Sikes
- Harry Secombe - Mr. Bumble
- Jack Wild - the Artful Dodger
- Hugh Griffith - the Magistrate
- Joseph O'Conor - Mr. Brownlow
- Peggy Mount - Widow Corney/Mrs. Bumble
- Leonard Rossiter - Mr. Sowerberry
- Hylda Baker - Mrs. Sowerberry
- Kenneth Cranham - Noah Claypole
- Megs Jenkins - Mrs. Bedwin
- Sheila White - Bet
- Wensley Pithey - Dr. Grimwigg
- James Hayter - Mr. Jessop
- Elizabeth Knight - Charlotte
- Fred Emney - Workhouse Chairman
- Robert Bartlett, Graham Buttrose, Geoffrey Chandler, Kirk Clugston, Dempsey Cook, Christopher Duff, Nigel Grice, Dave Jarrett, Ronnie Johnson, Nigel Kingsley, Robert Langley, Brian Lloyd, Peter Lock, Clive Moss, Ian Ramsey, Peter Renn, Billy Smith, Kim Smith, Oliver Hancock, Freddie Stead, Raymond Ward and John Watters - Fagin's Boys.

## Numere muzicale
- 1 "Overture"
- 2 "Main Title"
- 3 "Food, Glorious Food"/"Oliver!" – Orphans/Mr. Bumble/Widow Corney
- 4 "Oliver, Oliver!" – Mr. Bumble/Orphans
- 5 "Boy for Sale" – Mr. Bumble
- 6 "Where Is Love?" – Oliver
- 7 "Consider Yourself" – Dodger/City of London
- 8 "Pick a Pocket or Two" – Fagin/Pickpockets
- 9 "It's a Fine Life" – Nancy/The Crippled Crowd
- 10 "I'd Do Anything" – Dodger/Pickpockets
- 11 "Be Back Soon" – Fagin/Pickpockets
- 12 "Entr'acte"
- 13 "Who Will Buy?" – City of London/Oliver
- 14 "As Long as He Needs Me" – Nancy
- 15 "Reviewing the Situation" – Fagin
- 16 "Oom-Pah-Pah" – Nancy/The Three Cripples Crowd
- 17 "Reviewing the Situation" (reprise) – Fagin/Dodger
- 18 "Finale" ("Where Is Love?"/"Consider Yourself") – Ensemble